# Bovški sir
Bovški sir je trdi ovčji sir z zaščitenim geografskim poreklom, iz območja občine Bovec.

## Značilnosti
Premer okroglega hlebca, visokega 8 do 12 cm, je 20 do 28 cm. Teža hlebca, z ozirom na velikost, variira med 2,5 in 5 kg. Skorja bovškega sira  je sivo rjave do zamolklo bež barve, čvrsta, gladka, ravna, obodna stran je rahlo izbočena, robovi so zaobljeni. Testo je enakomerno bež barve, kompaktno, elastično, povezano, s školjkastim lomom, vendar ne drobljivo, z redkimi enakomerno razporejenimi očesi, velikosti pšenice ali redkimi drobnimi luknjicami, celo majhnimi razpokami, ki pa ne prevladujejo. Testo dlje zorjenih sirov je kompaktnejše in lomljivejše. Okus sira je aromatičen, poln, intenziven in rahlo pikanten, značilen za klasično zorjeni ovčji sir. Sir je odličen za ribanje in rezanje.

## Zgodovina
Bovški sir je ime dobil po kraju Bovec, kjer so ga od nekdaj izdelovali po tradicionalni metodi na visokogorskih planinah. Prvič se je pod imenom Formaggio di Plezzo vero - Bovški sir, po dosedaj dosegljivih pisnih virih pojavil 12. aprila 1756, na ceniku sirov v mestu Videm, katerega original hrani državni arhiv v Vidmu. Danes bovški sir izdelujejo na kmetijah in na dveh visokogorskih planinah - planšarijah.

## Proizvodnja
Bovški sir izdelujejo iz surovega ovčjega mleka ali mešanice ovčjega, kozjega in kravjega mleka. Delež kozjega ali kravjega mleka ne sme presegati 20 odstotkov celotne količine. Večino mleka, ki ga predelajo v bovški sir, namolzejo od ovac avtohtone bovške pasme. Bovški sir zorijo od 60 do 90 dni, lahko pa tudi do dve leti, da postane primeren za ribanje.

### Zaščita označbe porekla
Originalni Bovški sir se označuje tudi s pripadajočim znakom Skupnosti za živilo z zaščiteno označbo porekla, ter z nacionalnim simbolom kakovosti.